# National Basketball Association 1949/1950
National Basketball Association 1949/1950 var den 4:e säsongen av den amerikanska proffsligan i basket som till denna säsongen bytte namn från Basketball Association of America (BBA) till National Basketball Association (NBA). Säsongen inleddes den 29 oktober 1949 och avslutades den 19 mars 1950 efter 561 seriematcher.
Söndag den 23 april 1950 blev Minneapolis Lakers det första laget att som regerande mästare försvara sitt mästerskapet genom att besegra Syracuse Nationals med 4-2 i matcher i en finalserie i bäst av 7 matcher.
Ligan utökades med sju nya lag, Indianapolis Olympians plus att sex av de kom ifrån NBL: Anderson Packers, Denver Nuggets, Sheboygan Red Skins, Syracuse Nationals, Tri-Cities Blackhawks, Waterloo Hawks. Dessutom bytte Fort Wayne Pistons namn till Fort Wayne Zollner Pistons.
I och med ligans utökning av antalet lag blev det tre divisioner, Eastern, Central och Western.
Följande lag spelar bara en säsong i NBA: Anderson Packers, Denver Nuggets, Sheboygan Red Skins, och Waterloo Hawks. Även Chicago Stags och St. Louis Bombers försvinner ur ligan efter säsongen.

## Grundserien
Not: V = Vinster, F = Förluster, PCT = Vinstprocent
Not 2: Om två lag hamnade på samma matchkvot spelades det en match för att avgöra vilket som blev seedad bäst inför slutspelet. I Central Division vann Minnesota över Rochester med 78-76 om första platsen, och Fort Wayne vann över Chicago med 86-69 om tredje platsen.
- Lag i GRÖN färg till slutspel.
- Lag i RÖD färg har spelat klart för säsongen.

| Lag                   | V  | F  | PCT  |
| --------------------- | -- | -- | ---- |
| Syracuse Nationals    | 51 | 13 | .797 |
| New York Knicks       | 40 | 28 | .588 |
| Washington Capitols   | 32 | 36 | .471 |
| Philadelphia Warriors | 26 | 42 | .382 |
| Baltimore Bullets     | 25 | 43 | .368 |
| Boston Celtics        | 22 | 46 | .324 |

| Lag                        | V  | F  | PCT  |
| -------------------------- | -- | -- | ---- |
| Minneapolis Lakers         | 51 | 17 | .750 |
| Rochester Royals           | 51 | 17 | .750 |
| Fort Wayne Zollner Pistons | 40 | 28 | .588 |
| Chicago Stags              | 40 | 28 | .588 |
| St. Louis Bombers          | 26 | 42 | .382 |

| Lag                    | V  | F  | PCT  |
| ---------------------- | -- | -- | ---- |
| Indianapolis Olympians | 39 | 25 | .609 |
| Anderson Packers       | 37 | 27 | .578 |
| Tri-Cities Blackhawks  | 29 | 35 | .453 |
| Sheboygan Red Skins    | 22 | 40 | .355 |
| Waterloo Hawks         | 19 | 43 | .306 |
| Denver Nuggets         | 11 | 51 | .177 |

## Slutspelet
De fyra bästa lagen i varje division kvalificerade sig för slutspelet. Där ettorna mötte fyrorna och tvåorna mötte treorna i divisionssemifinaler i bäst av 3 matcher. Vinnarna därifrån mötte varandra i divisionsfinaler i bäst av 3 matcher. Till NBA-semifinalerna var lagen seedade 1-3 efter hur det gick för lagen under grundserien, där det toppseedade laget var direktkvalificerat för NBA-finalen, medan lag 2 och 3 spelade NBA-semifinal. NBA-semifinalen avgjordes i bäst av 3 matcher, medan NBA-finalen avgjordes i bäst av 7 matcher.

### Eastern Division
|  | Divisionssemifinal | Divisionssemifinal | Divisionssemifinal |          |   | Divisionsfinal | Divisionsfinal | Divisionsfinal |  |
|  |                    |                    |                    |          |   |                |                |                |  |
|  | 1                  | Syracuse           | 2                  |          |   |                |                |                |  |
|  | 1                  | Syracuse           | 2                  |          |   |                |                |                |  |
|  | 4                  | Philadelphia       | 0                  |          |   |                |                |                |  |
|  | 4                  | Philadelphia       | 0                  |          | 1 | Syracuse       | 2              |                |  |
|  |                    |                    |                    |          | 1 | Syracuse       | 2              |                |  |
|  |                    |                    | 2                  | New York | 1 |                |                |                |  |
|  | 2                  | New York           | 2                  | New York | 1 | 2              |                |                |  |
|  | 2                  | New York           |                    |          |   |                |                |                |  |
|  | 3                  | Washington         | 0                  |          |   |                |                |                |  |

### Central Division
|  | Divisionssemifinal | Divisionssemifinal | Divisionssemifinal |            |   | Divisionsfinal | Divisionsfinal | Divisionsfinal |  |
|  |                    |                    |                    |            |   |                |                |                |  |
|  | 1                  | Minneapolis        | 2                  |            |   |                |                |                |  |
|  | 1                  | Minneapolis        | 2                  |            |   |                |                |                |  |
|  | 4                  | Chicago            | 0                  |            |   |                |                |                |  |
|  | 4                  | Chicago            | 0                  |            | 1 | Minneapolis    | 2              |                |  |
|  |                    |                    |                    |            | 1 | Minneapolis    | 2              |                |  |
|  |                    |                    | 3                  | Fort Wayne | 0 |                |                |                |  |
|  | 2                  | Rochester          | 3                  | Fort Wayne | 0 | 0              |                |                |  |
|  | 2                  | Rochester          |                    |            |   |                |                |                |  |
|  | 3                  | Fort Wayne         | 2                  |            |   |                |                |                |  |

### Western Division
|  | Divisionssemifinal | Divisionssemifinal | Divisionssemifinal |          |   | Divisionsfinal | Divisionsfinal | Divisionsfinal |  |
|  |                    |                    |                    |          |   |                |                |                |  |
|  | 1                  | Indianapolis       | 2                  |          |   |                |                |                |  |
|  | 1                  | Indianapolis       | 2                  |          |   |                |                |                |  |
|  | 4                  | Sheboygan          | 1                  |          |   |                |                |                |  |
|  | 4                  | Sheboygan          | 1                  |          | 1 | Indianapolis   | 1              |                |  |
|  |                    |                    |                    |          | 1 | Indianapolis   | 1              |                |  |
|  |                    |                    | 2                  | Anderson | 2 |                |                |                |  |
|  | 2                  | Anderson           | 2                  | Anderson | 2 | 2              |                |                |  |
|  | 2                  | Anderson           |                    |          |   |                |                |                |  |
|  | 3                  | Tri-Cities         | 1                  |          |   |                |                |                |  |

### NBA-semifinaler
Minneapolis Lakers mot Anderson Packers
| Match   | Datum   | Hemmalag    | Bortalag    | Resultat |
| ------- | ------- | ----------- | ----------- | -------- |
| Match 1 | 5 april | Minneapolis | Anderson    | 75 - 50  |
| Match 2 | 6 april | Anderson    | Minneapolis | 71 - 90  |

Minneapolis Lakers vann semifinalserien med 2-0 i matcher

### NBA-final
Syracuse Nationals mot Minneapolis Lakers
| Match   | Datum    | Hemmalag    | Bortalag    | Resultat |
| ------- | -------- | ----------- | ----------- | -------- |
| Match 1 | 8 april  | Syracuse    | Minneapolis | 66 - 68  |
| Match 2 | 9 april  | Syracuse    | Minneapolis | 91 - 85  |
| Match 3 | 14 april | Minneapolis | Syracuse    | 91 - 77  |
| Match 4 | 16 april | Minneapolis | Syracuse    | 77 - 59  |
| Match 5 | 20 april | Syracuse    | Minneapolis | 83 - 76  |
| Match 6 | 23 april | Minneapolis | Syracuse    | 110 - 95 |

Minneapolis Lakers vann finalserien med 4-2 i matcher